# Ary dos Santos
José Carlos Ary dos Santos (* 7. Dezember 1937 in Lissabon; † 18. Januar 1984 ebenda) war ein portugiesischer Dichter, Liedtexter und Rezitator.

## Leben
Er wurde in eine wohlhabende Familie mit aristokratischen Wurzeln geboren. Mit 14 Jahren veröffentlichte er seine ersten Gedichte, und bereits mit 16 erschienen Gedichte von ihm in der Anthologie des Literatur-Preises Almeida Garrett. 1954 verließ er das Elternhaus und verdiente seinen Lebensunterhalt mit verschiedenen Tätigkeiten, etwa mit dem Vertrieb von Kaugummiautomaten und in der Werbung. Er studierte Literaturwissenschaften und Rechtswissenschaften an der Universität Lissabon, ohne Abschluss.

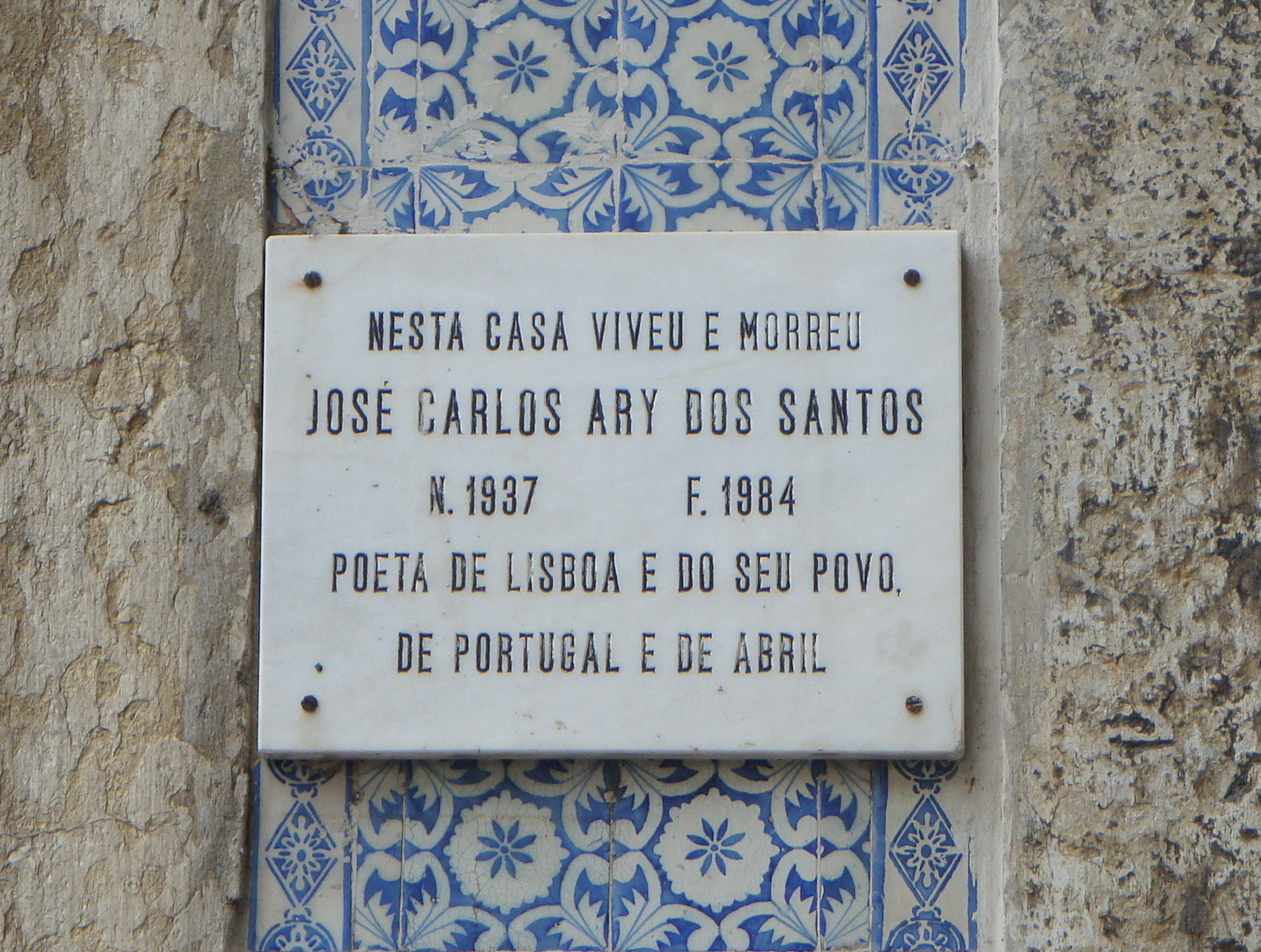
Gedenktafel an Ary dos Santos Wohnhaus in Lissabon

1963 erschien sein erstes eigenes Buch, die Gedichtssammlung A Liturgia do Sangue (dt.: Die Liturgie des Blutes). In den folgenden Jahren erschienen eine Reihe Lyrik-Publikationen von ihm. Er trat aber auch mit Rezitationen klassischer portugiesischer Literaten auf, von denen einige bis heute als Tonträger erhältlich sind, beispielsweise seine Interpretationen von Werken von Bocage, Camões oder der Predigt des Santo António an die Fische, des Paters António Vieira.
Dem Salazar-Regime ablehnend gegenüber eingestellt, beteiligte er sich 1969 an den Comissões Democráticas Eleitorais, aus denen die Partei Movimento Democrático Português (MDP/CDE) hervorging. Noch 1969 trat er der illegalen Portugiesischen Kommunistischen Partei (Partido Comunista Português, PCP) bei und wurde in deren literarischen Zirkeln aktiv. Seine zunehmende Politisierung zeigte sich insbesondere in seinen zahlreichen sozialkritischen Texten vor und nach der Nelkenrevolution 1974.
Teils unter Pseudonym und teils unter seinem echten Namen schrieb er für zahlreiche Musiker Liedtexte, darunter Amália Rodrigues und Carlos do Carmo, teils mit Musik von Alain Oulman. Auch für portugiesische Beiträge für den Grand Prix Eurovision de la Chanson schrieb er Texte, etwa Desfolhada Portuguesa für Simone de Oliveira (1969), Menino do alto da serra für Tonicha (1971), Tourada für Fernando Tordo (1973), und Portugal no coração für die Gruppe Os Amigos (1977). Vereinzelt schrieb er auch Liedtexte für internationale Interpreten, etwa Serge Reggiani und Chico Buarque. Vor allem nach der Nelkenrevolution trat er auch als Texter für das Revuetheater auf.

## Rezeption und Ehrungen

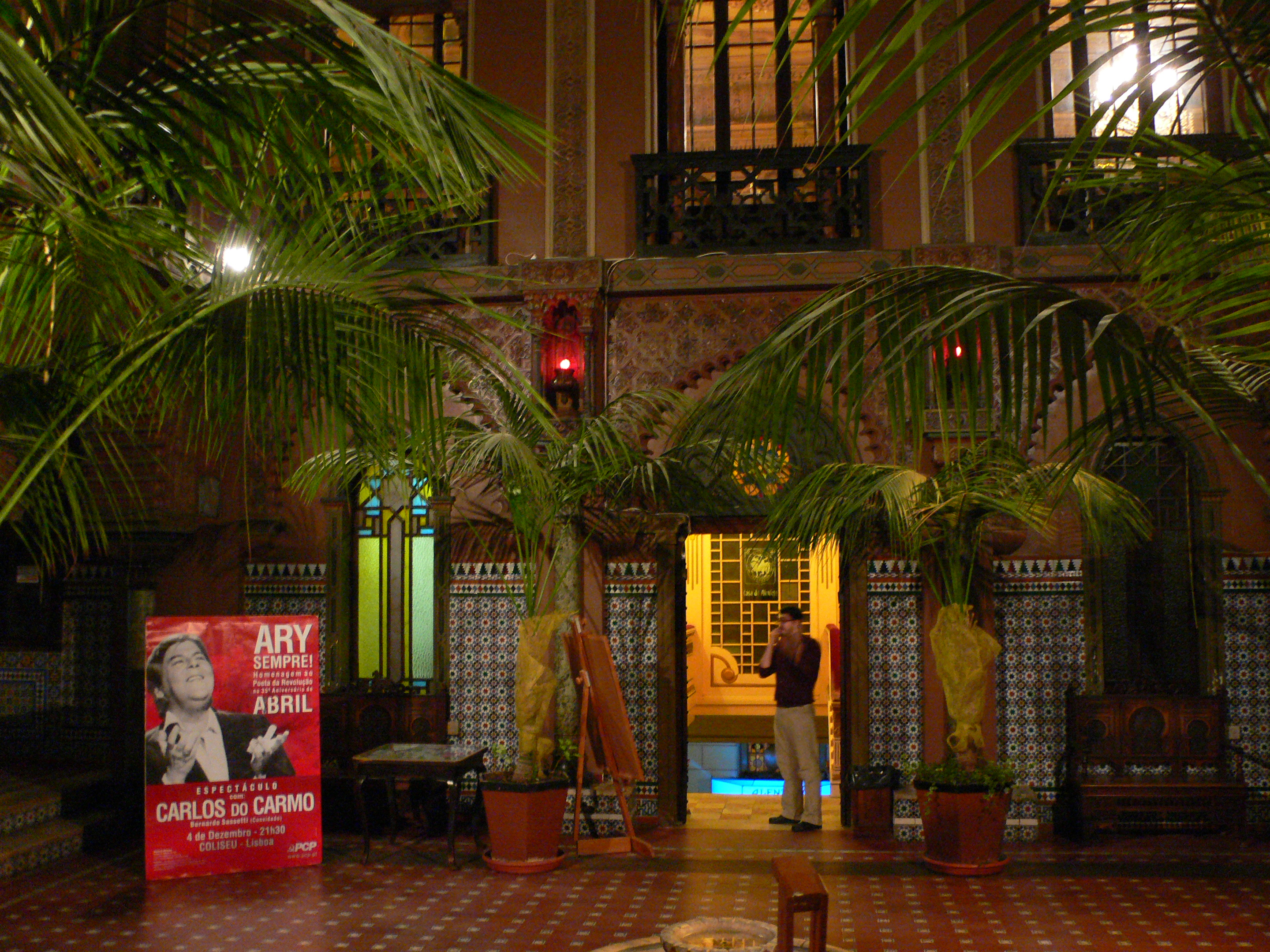
Plakat zu einem Konzert von Carlos do Carmo mit Werken Ary dos Santos, Innenhof der Casa do Alentejo, Lissabon 2009

Sein leidenschaftlicher und volksnaher Vortragsstil, seine ausgefeilte Sprache brillanter satirischer Wortspiele, und seine progressiven gesellschaftlichen Anschauungen, für die er eintrat (er war beispielsweise an der Besetzung der spanischen Botschaft in Lissabon 1975 beteiligt), machten ihn beim breiten Publikum und den kulturinteressierten Intellektuellen gleichermaßen populär, wobei vor allem seine Liedtexte dem breiten Publikum bekannt wurden. Er wurde häufig als der Dichter der Revolution bezeichnet.
Verschiedene Straßen und Plätze wurden nach ihm benannt, so etwa ein Platz im Lissabonner Alfama-Viertel, in deren Rua da Saudade er den Großteil seines Lebens wohnte. Auch widmeten ihm verschiedene Künstler immer wieder Werke. Der Sänger Fernando Tordo nahm 1988 beispielsweise das Album O Menino Ary dos Santos (dt.: Der Junge Ary dos Santos) auf, mit Vertonungen von Frühwerken. 2009 erschien das Tribut-Album Canções de Ary dos Santos (dt.: Lieder von Ary dos Santos) des Projektes Rua da Saudade (dt.: Straße der Saudade), bei dem die portugiesischen Sängerinnen Viviane, Mafalda Arnauth, Susana Félix, und die Brasilianerin Luanda Cozetti Lieder von Ary dos Santos zeitgemäß neu interpretierten. Das kompakt und schwungvoll arrangierte, von Popmusik, Fado und Bossa Nova/Jazz beeinflusste Album hielt sich von Ende 2009 bis Mitte 2010 über 24 Wochen in den portugiesischen Charts, und kam dabei bis auf Platz 2.
2004 wurde ihm posthum der Orden des Infanten Dom Henrique im Rang des Großoffiziers verliehen.